# 1921 en littérature
| Années de la littérature : 1918 - 1919 - 1920 - 1921 - 1922 - 1923 - 1924    |
| Décennies de la littérature : 1890 - 1900 - 1910 - 1920 - 1930 - 1940 - 1950 |

Cet article présente les faits marquants de l'année 1921 en littérature.

## Évènements
- 13 mai : Procès parodique des dadaïstes contre Maurice Barrès. Une violente campagne de presse s’engage contre le mouvement dada.
- 5 octobre : L'écrivaine britannique Catherine Scott fonde, avec le concours de son confrère John Galsworthy, l'association PEN International qui se donne pour but de « rassembler des écrivains de tous pays attachés aux valeurs de paix, de tolérance et de liberté sans lesquelles la création devient impossible ».

## Presse
- Création du magazine L'Officiel de la couture et de la mode de Paris.

### Revues littéraires

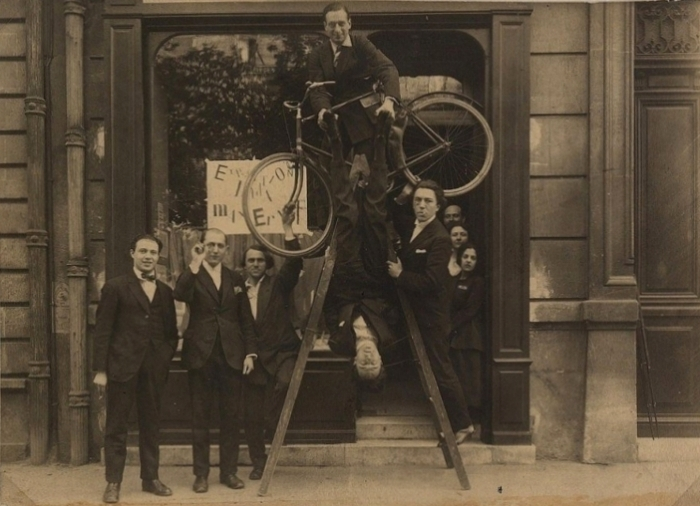
Max Ernst et ses amis parisiens devant la galerie Au Sans Pareil (1921). L'homme sur la bicyclette est Philippe Soupault ; à droite sur l'espalier, André Breton.

- Novembre : Premier numéro de la revue Aventure, créée par René Crevel.

## Parutions

### Essais
- Alain (philosophe), Mars ou la Guerre jugée, NRF, éditions Gallimard
- Ludwig Wittgenstein, Tractatus logico-philosophicus
- Paul Vidal de La Blache, Principes de géographie humaine, Libr. Armand Colin
- Joseph Vendryes, Langage : Introduction linguistique à l'Histoire, Renaissance du livre.

### Nouvelles
- Vladimir Nabokov : Le Lutin paraît en russe à Berlin  dans la revue Roul le 7 janvier 1921 ; c'est la première nouvelle de Nabokov à être publiée.
- Maurice Renard : L'Homme truqué paraît dans la revue Je sais tout en mars 1921.

### Poésie
- Blaise Cendrars : Anthologie nègre, en juillet.
- Albert Cohen : Paroles juives, recueil publié par Georges Crès.
- Marguerite Yourcenar : Le Jardin des chimères.

### Romans

#### Auteurs francophones
- Batouala, de René Maran
- Le Côté de Guermantes (tome II), de Marcel Proust (juin)
- Sodome et Gomorrhe, de Marcel Proust (juin)
- Suzanne et le Pacifique, de Jean Giraudoux (juillet)
- La Cavalière Elsa, de Pierre Mac Orlan

#### Auteurs traduits
- Joseph Conrad : Lord Jim, en mai.
- Aldous Huxley : Jaune de Crome

## Prix littéraires
- Grand Prix de Littérature Coloniale : De la rizière à la montagne de Jean Marquet.
- Prix Corrard de la Société des gens de lettres : De la rizière à la montagne de Jean Marquet.
- Prix Goncourt : Batouala de René Maran.
- Prix Femina : Cantegril de Raymond Escholier
- Grand prix du roman de l'Académie française : Monsieur Bille dans la tourmente de Pierre Villetard
- 1er juillet : Anna de Noailles, Grand Prix de littérature de l’Académie française.
- 10 décembre : Anatole France, prix Nobel de littérature.

## Principales naissances
- 14 janvier : Kenneth Bulmer, écrivain britannique de science-fiction († 16 décembre 2005).
- 12 janvier : Jacqueline Piatier, journaliste et critique littéraire française († 20 janvier 2001).
- 20 mai : Iakov Lourié, critique littéraire et philologue russe(† 18 mars 1996).
- 29 juin : Frédéric Dard,  écrivain français († 6 juin 2000).
- 12 septembre : Stanislas Lem, écrivain polonais de science-fiction († 27 mars 2006).
- 20 octobre : Hans Warren, écrivain néerlandais, († 19 décembre 2001).
- 5 novembre : Henry Castillou, écrivain français († 16 février 1994).
- ? : Maqbula al-Shalak, enseignante, militante et écrivain syrienne († 1986).

## Principaux décès
- 5 juin : Georges Feydeau, dramaturge français (° 8 décembre 1862)..
- 24 décembre : Teresa Wilms Montt, écrivaine et poétesse chilienne (° 8 septembre 1893).